# Жорж Микаутадзе
Жорж Микаутадзе (груз. გიორგი მიქაუტაძე; Лион, 31. октобар 2000) грузијски је фудбалер и репрезентативац. Тренутно наступа за Олимпик Лион. 

## Биографија
Дебитовао за Мец 7. децембра 2019. у поразу од Нице резултатом 1:4 у Лиги 1. Дана 10. децембра 2019. потписао је четворогодишњи уговор са клубом.
Од јуна 2020. до лета 2022. био је на позајмици у белгијском клубу Серен. У лето 2022. вратио се у тим Меца. У јуну 2023. продужио је уговор до јуна 2025. године.
Са репрезентацијом Грузије изборио први историјски пласман на Европско првенство 2024. године у Немачкој. Постигао је прво гол за Грузију на Европским првенствима против Турске (пораз 1:3).

## Признања
- Најбољи стрелац Друге лиге Француске (1): 2022/23.